# Miseria della filosofia
Miseria della filosofia. Risposta alla "Filosofia della Miseria" del Signor Proudhon (in francese Misère de la philosophie. Réponse à la "Philosophie de la Misère" de Proudhon; in tedesco Das Elend der Philosophie. Antwort auf Proudhons „Philosophie des Elends“), è un'opera scritta da Karl Marx tra la fine del 1846 e l'inizio di aprile 1847 e pubblicato in francese in quello stesso 1847, nelle due citta in cui aveva trascorso in esilio quegli anni, Parigi e Bruxelles.

## Contenuto
Marx ha una considerazione assai negativa, in generale,  del saggio di Proudhon citato nel sottotitolo. Tuttavia, esso offre a Marx una gradita opportunità, perché Proudhon era considerato il più importante rappresentante del socialismo francese dell'epoca, di presentare la propria visione materialistica della storia in generale e della sua economia politica in particolare a un pubblico interessato.
Proudhon, secondo Marx, non comprendeva la situazione della sua epoca nelle sue connessioni, diffettandogli, probabilmente, le necessarie conoscenze storiche (sul mercato mondiale o sulla schiavitù). Inoltre, nel saggio esprime concetti filosofici contraddittori che compromettono ulteriormente la coerenza argomentativa della teoria propugnata, con la logica spesso sostituita dalla retorica.

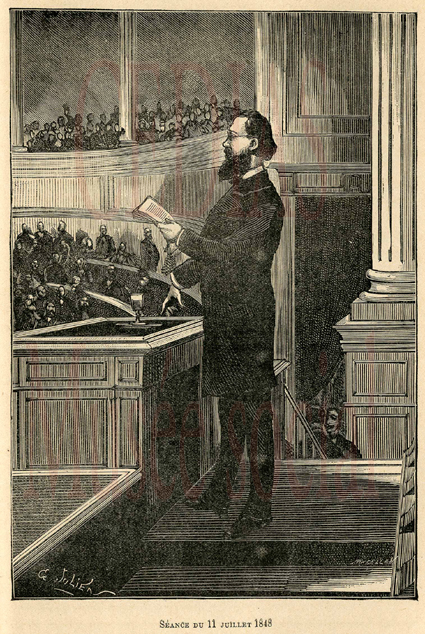
Pierre-Joseph Proudhon si rivolge all'Assemblea francese nel luglio 1848

Poiché Proudhon non parlava il tedesco, aveva una conoscenza solo indiretta dei concetti hegeliani. Per questo motivo il processo triadico hegeliano è da lui considerato come un procedimento dialettico in cui la cosiddetta "sintesi" si riduce, in realtà, solamente la "tesi" che ha 'sconfitto' la "antitesi". Proudhon non comprende la funzione del 'negativo' in Hegel. Per Proudhon esistono solo 'il lato buono' e 'il lato cattivo' e la sintesi sarebbe soltanto la sconfitta di quello cattivo. Pertanto, a volte Proudhon flirta con espressioni come "dialettica" o "antinomia"; ma le relative applicazioni devono essere accreditate sul proprio conto. Come Hegel, tuttavia, Proudhon trae conclusioni dai concetti alla realtà, che Marx rifiuta nettamente in quanto costruisce dalla testa e confonde le idee con le cose. Al contrario, Marx insiste sulla concezione fondamentale del materialismo storico:
(Karl Marx, Miseria della filosofia)
Proudhon intende una sequenza dialettica come una disposizione di categorie economiche (con la quale include anche le "macchine", che Marx rifiuta come categoria antieconomica), per cui una parte buona contraddice una parte cattiva e alla fine entrambe si riconciliano in una sintesi. Per Marx non si tratta né di dialettica hegeliana né di un procedimento soddisfacente, poiché al posto di una spiegazione entrano in gioco solo valutazioni morali.
Marx basa invece la sua analisi delle relazioni contraddittorie tra valore di scambio e valore d'uso sull'analisi di David Ricardo. Per inciso, trova cose in Proudhon (ad esempio sulla divisione del lavoro in Adam Smith) che altri economisti avrebbero analizzato meglio e in modo più approfondito in anticipo.
Marx non ha altro che deciso che gli sforzi di Proudhon di presentare lo sviluppo storico della società come una storia delle idee, che dovrebbe significare progresso nello sviluppo della ragione divina. Le contraddizioni che trova Proudhon sono in definitiva contraddizioni tra la sua costruzione concettuale quando si tratta di storia reale.
Marx, tuttavia, conferisce a Proudhon un importante status politico:
(Karl Marx, Miseria della filosofia)

## Storia

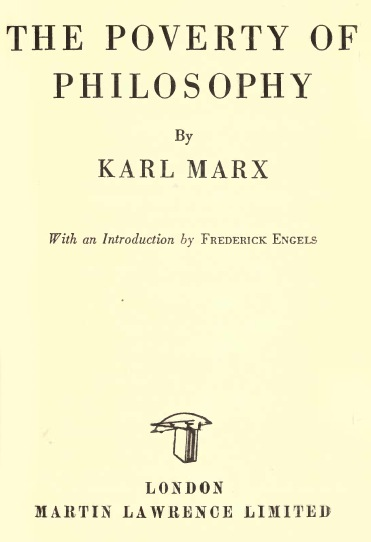
Prima edizione inglese del 1849

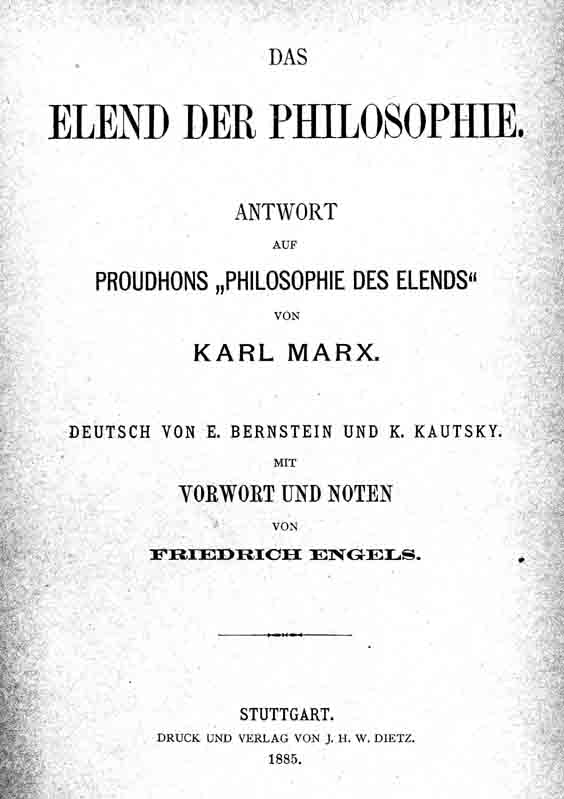
Prima edizione tedesca del saggio di Karl Marx del 1885

L'opera fu scritta all'inizio del 1847 come critica al libro di Pierre Joseph Proudhon, "Sistema delle contraddizioni economiche", del 1846.
Pubblicato all'inizio di luglio in francese da Franck Editore a Parigi e Vogler Editore a Bruxelles. L'opera non è stata ristampata durante la vita di Marx. Pubblicato per la prima volta in tedesco nel 1885 a Stoccarda. Nel 1848 fu ottenuto dalla censura il permesso di importare "Miseria della filosofia" in Russia. L'argomento del saggio, secondo la censura, non può essere applicato alla Russia e rappresenta speculazioni piuttosto astratte.
Questa è la prima opera a stampa di Marx, in cui, sotto forma di critica a Proudhon, ha delineato i punti di partenza della sua dottrina economica e, allo stesso tempo, l'iniziativa di scrivere "La concezione materialistica della storia", del 1859, creata da lui e Friedrich Engels. In quest'opera Marx formula per la prima volta direttamente il rapporto tra forze produttive e rapporti di produzione; fornisce una spiegazione materialistica delle categorie economiche come espressione teorica, astrazione dei rapporti sociali di produzione. Marx crea i prerequisiti per una futura teoria del plusvalore. Marx stesso ha scritto del suo libro:
(Karl Marx, Miseria della filosofia)

## Critiche
La teoria del valore sviluppata da Marx prende sostanzialmente corpo dalla teoria classica di Adam Smith e David Ricardo, venendone però rielaborata, e che in tempi successivi sarà fortemente contestata dalla teoria neo-classica del marginalismo, dando così vita ad un ormai secolare dibattito accademico tra sostenitori e non.
Allo stesso tempo, durante la vita di Marx, sono emerse varie versioni della sua filosofia, a causa delle caratteristiche nazionali, culturali e sociali dei singoli paesi.